# Parafia Smoleńskiej Ikony Matki Bożej w Kołajnach
Parafia Smoleńskiej Ikony Matki Bożej – parafia prawosławna w Kołajnach, w dekanacie kłajpedzkim eparchii wileńskiej i litewskiej.
Społeczność prawosławna w Kołajnach (wsi położonej w rejonie kielmskim, w okręgu szawelskim) uformowała się po powstaniu styczniowym. Wówczas władze carskie skasowały, za wsparcie powstańców, miejscowy klasztor karmelitów, zaś na należące do niego wcześniej ziemie sprowadziły ochotników z ziem ukraińskich, Kurlandii i centralnych guberni Rosji. W 1866 w Kołajnach żyło ok. 700 rodzin wyznania prawosławnego, korzystających z cerkwi w Szawlach i Telszach. Miejscowe władze zdecydowały o adaptacji na nową cerkiew dawnego kościoła karmelitów. 12 maja 1867 biskup kowieński Aleksander (Dobrynin) wyświęcił świątynię pod wezwaniem Zwiastowania. W 1873 przy obiekcie została erygowana parafia.
W czasie I wojny światowej, w odróżnieniu od większości wiejskich parafii prawosławnych na ziemiach litewskich, placówka duszpasterska w Kołajnach nie zaprzestała działalności. Jedynie w okresie od stycznia do marca 1918 była nieczynna z powodu aresztowania przez Niemców jej proboszcza, ks. Simona Onufrijenki.
W 1922 decyzją władz niepodległej Litwy dotychczasowa cerkiew parafialna została zwrócona Kościołowi katolickiemu, podobnie jak urządzony w dawnym klasztorze dom parafialny i 44 ha ziemi stanowiącej pierwotnie własność karmelitów. W tym okresie Kołajny były wsią zamieszkaną niemal wyłącznie przez prawosławnych Rosjan (1342 osoby); była to tym samym jedyna parafia na Litwie, której liczebność nie spadła po wycofaniu się Rosjan z Litwy. Jej nową świątynią stała się kaplica urządzona w budynku zajmowanym również przez szkołę parafialną.
W 1937 parafia w Kołajnach była drugą, po parafii Zwiastowania w Kownie co do liczebności prawosławną placówką duszpasterską w granicach Litwy; liczyła wówczas 1753 wiernych.
Wolno stojąca cerkiew parafialna w Kołajnach powstała w 1940, została wyświęcona 3 września tegoż roku przez metropolitę Eleuteriusza. Do jej budowy wykorzystano materiały z rozebranej cerkwi w Janowie, do Kołajn przeniesiono również ikonostas z tejże świątyni.
W 1945 liczebność parafii szacowano na ok. 800 osób. Od tego czasu jednak liczba wiernych sukcesywnie spadała, w związku z migracją zarobkową do miast. W 2008 w Kołajnach zamieszkiwało ok. 10 osób wyznania prawosławnego.
Nabożeństwa w cerkwi odprawiane są kilka razy w roku.